# Distretto di Ama
Il distretto di Ama (海部郡?, Ama-gun) è uno dei distretti della prefettura di Aichi, in Giappone.
Attualmente fanno parte del distretto i comuni di Kanie, Ōharu e Tobishima.
| Controllo di autorità | VIAF (EN) 259623501 · NDL (EN, JA) 00377505 |